# Битва при Фонтенуа (841)

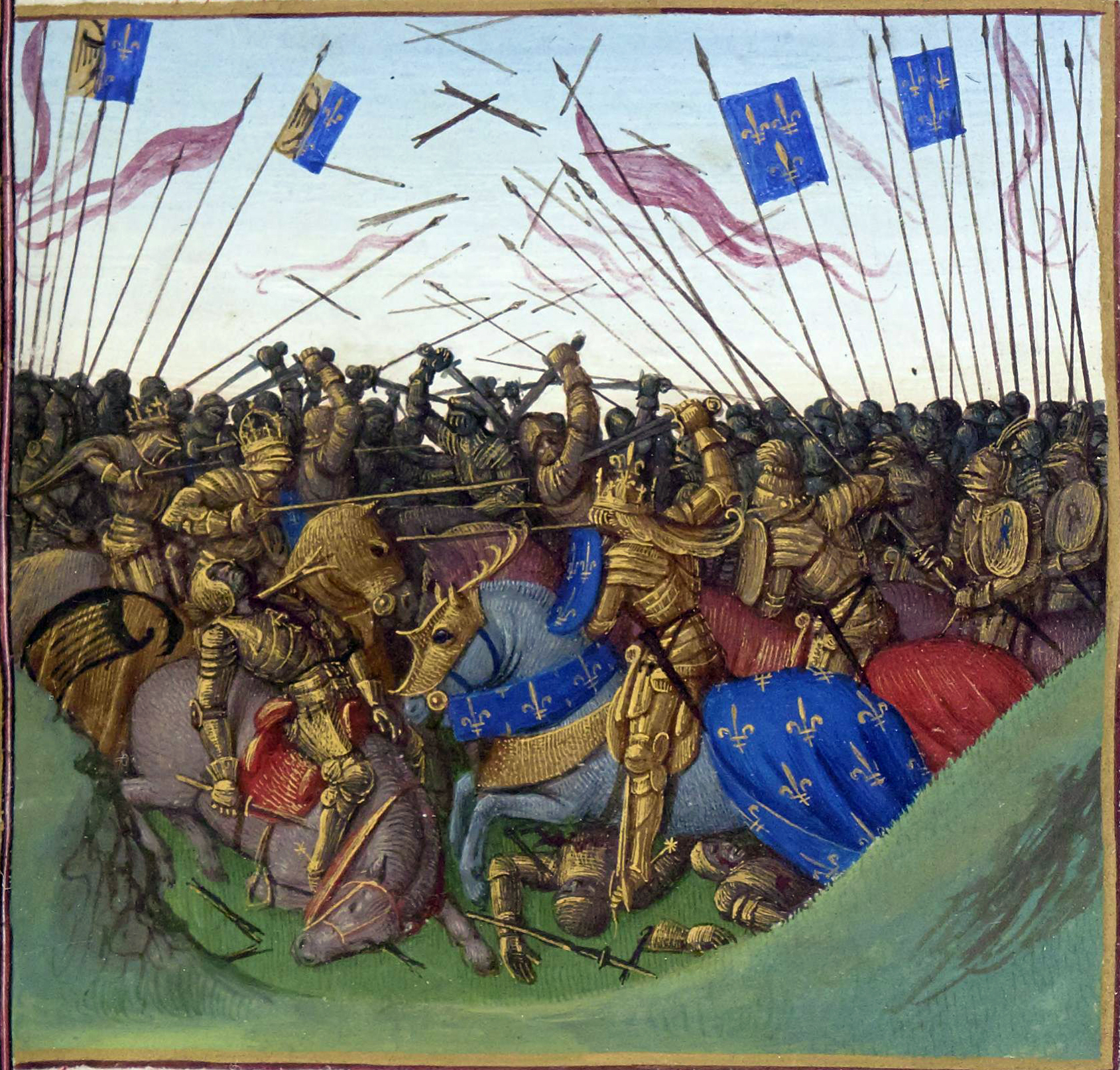
Битва при Фонтенуа. Миниатюра Жана Фуке из «Больших французских хроник». 1460 г.

Фонтенуа (Fontanetum, Fontauidum, Fontanet, Fontenoy) — место, где 25 июня 841 года армия императора Запада Лотаря I была разбита войсками его братьев Карла и Людовика.
В настоящее время Фонтене называется Фонтенуа-ан-Пюизе (фр. Fontenoy-en-Puisaye) (близ Осера). В 1860 году здесь был поставлен обелиск в память сражения. Первым высказал предположение о том, что здесь произошла эта битва, аббат Лебёф в 1737 году. Описание битвы дано Нитгардом во 2-й книге его «Истории».
После смерти Людовика Благочестивого против деспотизма его старшего сына Лотаря вооружились его оба брата: Людовик Немецкий и Карл Лысый. Им помогли нерешительность и малодушие Лотаря, на стороне которого были католическая церковь, австразийцы и аквитанцы. Лотарь I не решился напасть поодиночке на Людовика во Франкфурте и Карла в Орлеане, и летом 841 года армии обоих братьев соединились близ Шадона на Марне. Братья несколько раз предлагали Лотарю мир, но он затягивал переговоры и наконец объявил, что отвергает всякие сделки. 25 июня произошла решающая битва при Фонтене.
Сражалась, главным образом, конница. Ополчение Лотаря состояло из австразийцев, фризов, саксов, италийцев, аквитанцев. В войске Людовика были бавары и алеманны, у Карла — нейстрийцы и уроженцы Прованса. Рудольф Фульдский говорит, что произошла такая большая битва, о которой его современники ещё не слыхали. Ополчением Карла командовали граф Адальгард, Нитгард (историк события) и заклятый враг Лотаря провансалец Гверин. Они первые двинулись на врагов. В войске Лотаря было много изменников, и он потерпел страшное поражение. Говорят, что пало около 80 тысяч человек, в том числе было убито много аквитанских вельмож. Победители от усталости не могли преследовать побежденных, но овладели их лагерем. В числе пленных был архиепископ Равеннский Георгий, которого воины Карла совершенно обобрали. Об этой битве говорит Энгильберт: «Этот день, о котором проливается столько слез, не должен считаться в круговращении года, должен быть изглажен из памяти, не должен иметь лучей солнца и сияния утренней зари. … [От крови] ручей и болото стали красны, а поля вокруг побелели от одежды убитых».
Битва при Фонтенуа окончательно раздробила Франкскую империю. Следствием её были Страсбургская клятва 842 года и Верденский договор 843 года, создавшие формально три новых государства.